# カーマーゼンシャー
カーマーゼンシャー （英語: Carmarthenshire [kəˈmɑː.ðən.ʃər], ウェールズ語: Sir Gaerfyrddin [siːr gɑːɨrˈvərðɪn]）は、ウェールズ西部の州で、かつての歴史的なウェールズ13州の一つである。主要な町はスラネリ、カーマーゼン、アンマンフォードである。 

## 地理
カーマーゼンシャーは、北をケレディジョン、東をポーイス、ニース・ポート・タルボット、スウォンジー、南をブリストル海峡、西部はペンブルックシャーと接する。カーマーゼンシャーの人口はおよそ170,000人で、人口の55.1％がウェールズ語話者である。山地と丘陵地帯で覆われている。ファウル森とブラック山地が州東部と北にのぞむカンブリア山地へ向け伸びる。南部の海岸には、多くの漁村と砂浜がある。州の標高最高地点は、カーマーゼン・ファンの770メートルである。カーマーゼンシャーはかつてウェールズで採用されていた州制度では、最大の州となっていた。
主要な町は、アンマンフォード、バリー・ポート、カーマーゼン、キドウェリー、スラネリ、スランデイロ、ニューカッスル・エムリン、スランドヴェリー、サンディー、セントクレアズ、ホイットランド、ペンティウィンである。主要河川は、ティウィ川（en:River Tywi）、Loughor川 （かつての州グラモーガンとの境となっていた）、グウェンドレス・ファウルである。主要産業は農業、営林、漁業、観光業である。州最大の町スラネリには遠く及ばないが、州の中心にあるためにカーマーゼンが州都となっている。

## 歴史
1888年地方自治法のもと、カーマーゼンシャーは従来の四季裁判所の機能を引き継いだ州議会をもつ行政カウンティとして発足した。その後、1972年地方自治法の成立にともない、行政カウンティとしてのカーマーゼンシャーは1974年4月1日に廃止され、新たなダヴェド州（en:Dyfed）に含まれる3つの地区の一つとなった。しかし、1994年ウェールズ地方自治法の成立によって、1996年4月1日にダヴェド州は廃止され、再びカウンティとしてのカーマーゼンシャーが誕生した。2003年、州内のクランダウェン村が地元住民の運動によってペンブルックシャーへ編入された。

## 見どころ

### 史跡
- カレグ・ケンナン城（en:Carreg Cennen）
- キドウェリー城（en:Kidwelly Castle）[2] - 12世紀創建[3]。
- ラーン城（en:Laugharne Castle）
- スランステファン城（en:Llansteffan Castle）
- タリー修道院（en:Talley Abbey）

### 地理
- テイフィ川（en:Afon Teifi）
- ティウィ川（en:Afon Tywi）
- 国立ウェールズ植物園（en:National Botanic Garden of Wales）
- en:WWT National Wetlands Centre

### 博物館
- ディラン・トーマス・ボートハウス（en:Dylan Thomas Boathouse）

### 保存鉄道
- en:Gwili Railway
- en:Teifi Valley Railway

### スポーツ施設
- ストラディ・パーク - ラグビーのスタジアム。スカーレッツとスラネリRFC（en:Llanelli RFC）の本拠地。